# Dendrophthora grandifolia
Dendrophthora grandifolia là một loài thực vật có hoa trong họ Santalaceae. Loài này được Eichler mô tả khoa học đầu tiên năm 1868.